# Blastothrix speciosa
Blastothrix speciosa is een vliesvleugelig insect uit de familie Encyrtidae. De wetenschappelijke naam is voor het eerst geldig gepubliceerd in 1995 door Shi, Si & Wang.